# Linda de Mol

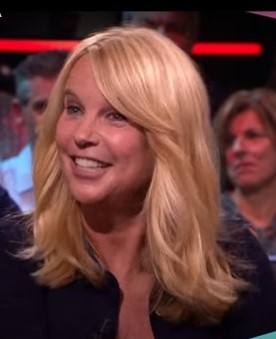
Linda de Mol (2018)

Linda Margaretha de Mol (anhörenⓘ [də ˈmɔl]; * 8. Juli 1964 in Hilversum) ist eine niederländische Showmasterin und Schauspielerin, die durch die Sendung Traumhochzeit bekannt wurde. Neben den Niederlanden und Großbritannien, wo sie ihre ersten Shows moderierte, wurde sie besonders im deutschsprachigen Raum bekannt.

## Leben

### Moderatorin

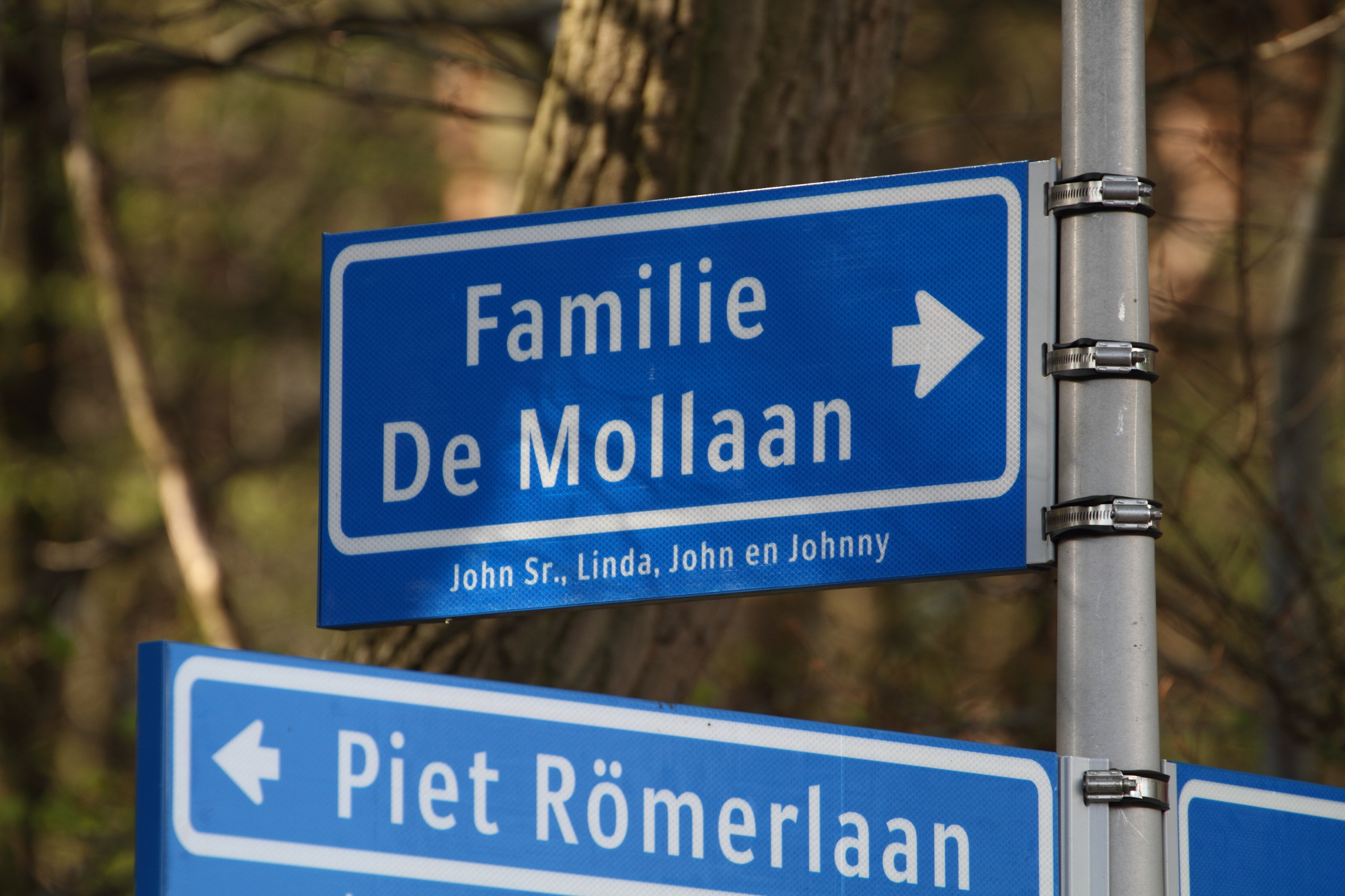
Familie De Mollaan im Media Park Hilversum zu Ehren der Familie De Mol

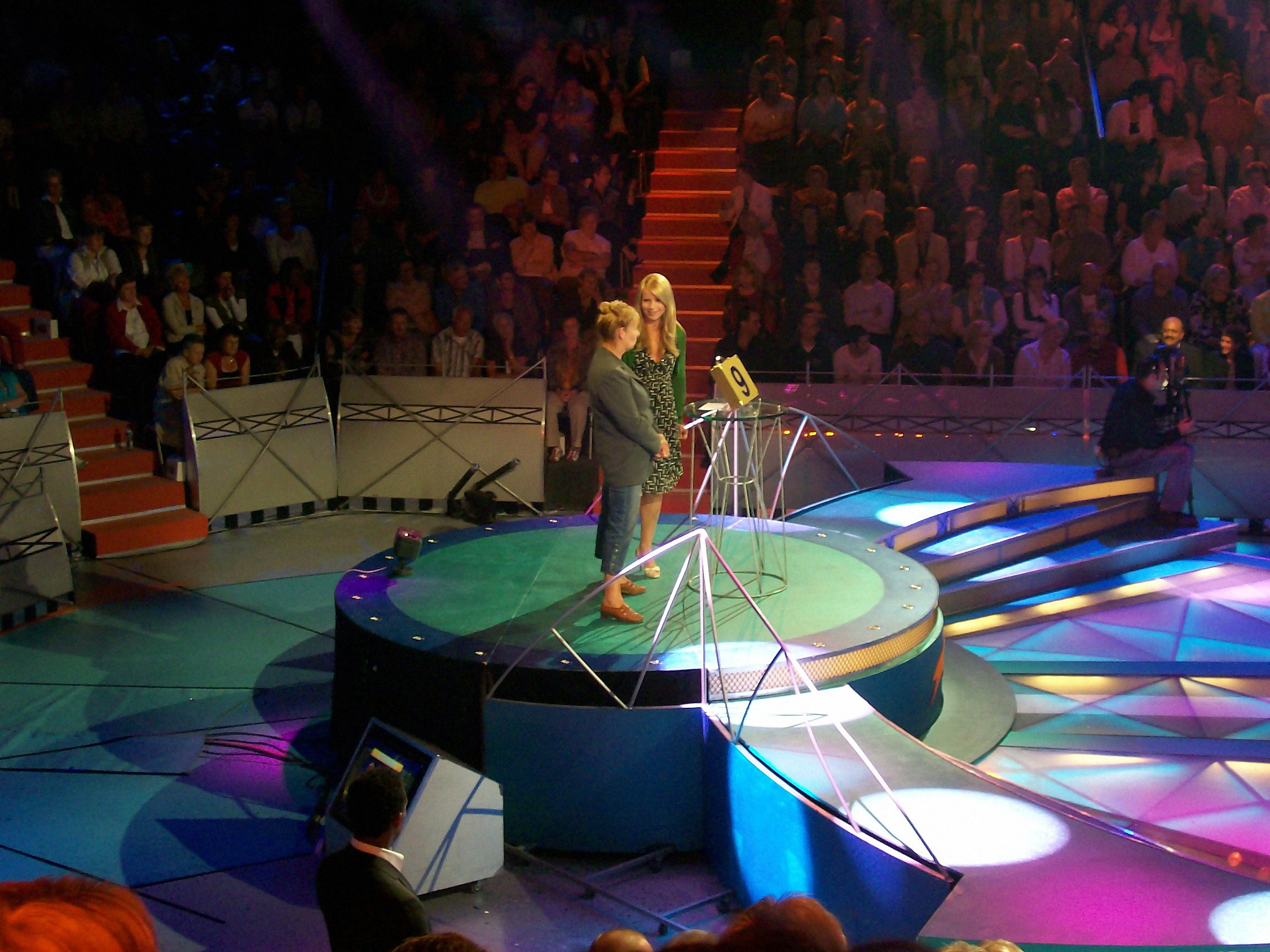
De Mol während der Moderation der Miljoenenjacht, der niederländischen Version von Deal or No Deal (2007)

Ihr Vater John de Mol sen. (1931–2013) war ein in den Niederlanden bekannter Schlagersänger, ihr älterer Bruder John de Mol gründete das Fernsehproduktionsunternehmen Endemol und gehört zu den reichsten Niederländern. Linda de Mol studierte an der Freien Universität Amsterdam Jura und bewarb sich 1984 beim paneuropäischen Sender Sky Channel als Moderatorin der Chartshow Eurochart Top 50. Es folgten Sendungen wie DJ Kat und In touch with the Dutch. So brachte es de Mol in den ersten beiden Jahren ihrer Karriere auf über 400 Fernsehshows. Dann wechselte sie zu ihrem heimischen Sender TROS und kam später zum deutschen Privatsender RTL.
2005 unterschrieb de Mol einen Vertrag, der sie in den Niederlanden an den von ihrem Bruder gegründeten Fernsehsender Tien bindet. Sie präsentierte im Auftrag der staatlichen Lottogesellschaft (niederländisch: PostcodeLoterij) die Show Miljoenenjacht, das niederländische Pendant der deutschen Reihe Der Millionendeal. Sie moderierte die Sendung bereits zuvor bei der TROS auf einem öffentlich-rechtlichen Fernsehsender der Niederlande. Zusammen mit Beau van Erven Dorens kreierte sie eine neue Talkshow, Linda en Beau op zondag.
2006 präsentierte de Mol außerdem eine 32-teilige Quizshow mit dem Titel De Slimste. 2007 präsentierte sie zusammen mit Gordon das Format Just the two of us, ein Gesangswettbewerb, in dem Prominente zusammen mit professionellen Sängern versuchen zu singen. Neben ihren Tätigkeiten vor der Kamera ist sie seit Herbst 2003 ferner Chefredakteurin ihres zweimonatlich erscheinenden Magazins Linda.
Nach einem Bericht des niederländischen Branchenblattes Quote verdiente de Mol im Jahr 2007 geschätzte 9 Millionen Euro für ihre Arbeit als Fernsehmoderatorin. Sie war damals die bestbezahlte Moderatorin der Niederlande.
Im Mai 2008 moderierte de Mol nach ihrer acht Jahre währenden RTL-Moderation (1992–2000) der Traumhochzeit eine einmalige neue Ausgabe der Sendung im Rahmen eines Pilotprojekts des ZDF.
Vom 11. April bis 25. Mai 2012 moderierte sie die Sat.1-Talentsendung The Winner is ...

### Schauspielkarriere
Seit 1999 arbeitet de Mol auch als Schauspielerin, zuerst in der Fernsehserie Spangen, in der sie eine Kommissarin spielte. Die Dreharbeiten liefen Ende 2004 aus. Danach entwickelte sie die Idee für die Dramaserie Feine Freundinnen (Gooische Vrouwen), in der sie auch eine der Hauptrollen spielt. Die Serie lief seit 2005 auf Tien, seit Juli 2007 auch im ZDF und wurde in weitere europäische Länder verkauft.

## TV-Kontroverse umLied der Deutschen2001
2001 hatte de Mol in der niederländischen Quizshow Miljoenenjacht (der niederländischen Version der deutschen Show Die Chance deines Lebens und späteren Urversion von Deal or No Deal) einen Kandidaten, der den Komponisten des Deutschlandliedes nicht kannte und die Frage falsch beantwortete, wodurch er statt 10 Millionen Gulden nur eine Million gewann, mit der Bemerkung getröstet: „Ach, het is toch een rotlied.“ („Ach, das ist eh ein Scheißlied.“) Auf die darauf folgende Empörung in Deutschland, unter anderem von der Bild-Zeitung durch eine Anzeige bei der Hamburger Staatsanwaltschaft ausgedrückt, reagierte de Mol mit der Entschuldigung: „Sollte sich ein Deutscher dadurch angegriffen fühlen, bitte ich dies zu entschuldigen, es war absolut nicht in meinem Sinn.“

## Persönliches
De Mol war von 1991 bis 1995 mit dem Juwelier Fred Reuter verheiratet. Von 1994 bis 2007 war sie mit dem Fernsehregisseur Sander Vahle liiert, mit dem sie zwei Kinder hat. Seit Januar 2008 war sie in einer Beziehung mit dem niederländischen Musiker Jeroen Rietbergen. Am 17. Januar 2022 gab sie die Trennung von Rietbergen bekannt und knapp drei Jahre später, am 19. Dezember 2024, dass sie und Rietbergen wieder zusammen wären.
In den Jahren 2013/2014 wurden Linda und John de Mol Opfer einer Erpressung. Für die Tat wurde 2015 ein 71 Jahre alter demenzkranker Niederländer zu einer Bewährungsstrafe von zehn Monaten verurteilt.

## Fernsehen
Auftritte außerhalb des deutschen Fernsehens (vorwiegend im Programm der niederländischen Sender RTL4, Tien, TROS sowie des britischen Sky Channel):
- Eurochart Top 50
- The DJ Kat Show (englisch)
- In touch with the Dutch
- Linda (Talkshow)
- Billy Hot Dog
- A to Z
- Dierenbingo
- De Leukste Thuis
- Love letters (niederländische Version von Traumhochzeit, Endemol) (1990–1995, 1999–2005)
- Homerun (niederländische Version von Hausfieber, Endemol, Start 25. Dezember 1997)
- Spangen (Rolle als Kripobeamtin Nicky Spoor, 1999–2006)
- Postcodeloterij Miljoenenjacht (niederländische Version von Der Millionendeal) ab 2000
- Feine Freundinnen ab 2005
- Linda en Beau op zondag (2005)
- De Slimste (2006)
- De gouden kooi (2006)
- m/v (2006–2007)
- Just the two of us (2007)
- Ik hou van Holland ab 2008

Auftritte im deutschen Fernsehen (vorwiegend auf dem Sender RTL):

Moderatorin Linda de Mol bei "Einer gegen 100" (2002)

- Traumhochzeit (1992–2000, Sendestart: 19. Januar 1992)
- Kollegen, Kollegen (1992, Sendestart: 15. September 1992)
- Surprise Show (1994, Sendestart 30. Oktober 1994, zusammen mit Kai Pflaume)
- Hausfieber
- Kinder für Kinder (Aktion der UNESCO, 25. Dezember 1993 und 13. November 1994)
- Die Prominenten Playback Show (16. September 1995 und 7. Dezember 1996, Benefiz für hilfebedürftige Kinder)
- Soundmix-Show (30. Dezember 1995 – 31. März 1996 und 4. Januar 1997 – 1. Februar 1997, zusätzlich internationale Sendung am 27. April 1996)
- Domino Day (1998–2002)
- Einer gegen 100 (2002, Sendestart: 12. Januar 2002)
- Der Millionendeal (2004, Sat.1, Sendestart: 1. Mai 2004)
- The Winner is ... (2012, Sat.1, Sendestart: 11. April 2012)

Hauptrolle:
- 2006 Mr. Nanny – Ein Mann für Mama (mit Florian Fitz)
- 2008 Kleine Lüge für die Liebe  (mit Robert Lohr)

Revival (Moderation):
- 2008 Traumhochzeit 2008 (einmaliges Pilotprojekt des ZDF am 11. Mai 2008)

## Auszeichnungen
- 1987: Beliebteste Fernsehmoderatorin (Stiftung Entertainment Music)
- 1989: Belgische Diamond Award
- 1990: Firato Award (AVRO)
- 1990: Verleihung des Goldenen Herzens der Stadt Rotterdam
- 1992: Marcanti Plaza Award
- 1992: „Silberner Otto“ (Bravo)
- 1992: Goldene Kamera
- 1992: Bambi
- 1993: Preis der beleidigten Zuschauer
- 1993: Bayerischer Fernsehpreis
- 1993: Bronze Kabel
- 1994: „Beste weibliche Moderatorin“ und „Beste Unterhaltungssendung“ (TROS TV Ster)
- 1999: Goldener Löwe
- 2001: Lifetime Achievement Award (TVBabes Awards)
- 2001: „Silberner TeleVizier-Stern“ (Zilveren TeleVizier-Ster)
- 2009: „Gouden TeleVizier-Ring“
- 2011: „Silberner TeleVizier-Stern“ (Zilveren TeleVizier-Ster)

## Trivia
In den Niederlanden gibt de Mol seit 2003 das Lifestyle-Magazin LINDA. für Frauen heraus. Schlagzeilen machte das Magazin, als sie einen Callboy als Abo-Prämie verloste. De Mol wurde daraufhin als „Zuhälterin“ beschimpft und ihr wurde Menschenhandel vorgeworfen. Ebenfalls war sie leicht bekleidet auf dem Titelbild des Magazins zu sehen.
Die Punkband Terrorgruppe veröffentlichte 1995 auf ihrem Album Musik für Arschlöcher mit Linda ein Lied über sie, in dem auch Samples aus Traumhochzeit Verwendung fanden.